# 巴彦花镇 (西乌珠穆沁旗)
巴彦花镇，是中华人民共和国内蒙古自治区锡林郭勒盟西乌珠穆沁旗下辖的一个乡镇级行政单位。

## 行政区划
巴彦花镇下辖以下地区：
阿拉坦兴安嘎查、乌兰图嘎嘎查、唐斯格嘎查、巴彦都日格嘎查、巴彦胡博嘎查、巴彦温都尔嘎查、汗乌拉嘎查、宝日胡舒嘎查、宝日温都尔嘎查、萨如拉宝拉格嘎查、乌仁图雅嘎查、乌兰敖都嘎查、巴彦浩勒图嘎查、赛温都尔嘎查、查干包古图嘎查、哈日根台嘎查、乌兰额日格嘎查、额尔敦宝拉格嘎查和乌兰沟。